# Lumie
Cet article concerne le taxon d'agrumes. Pour le District de Papouasie-Nouvelle-Guinée, voir District d'Aitape-Lumi. Pour les autres significations, voir Lumi (homonymie).
Les lumies sont un taxon d'agrumes décrit par Risso (1777-1845), hybrides de pamplemoussier chez les modernes, jadis hybride de cédratier, principalement cultivés en Sicile. La lumie ou lumia désigne en français le plus souvent la Poire du Commandeur (Citrus x lumia var. pyriformis), le lumie di Sicilia (Citrus lumia Risso) ou lumia est un fruit proche de la limette douce méditerranéenne souvent consommé vert.

## Dénomination
Selon le Centro di studi filologici e linguistici siciliani (1954) lumia (lomia, limia) viendrait du byzantin līmia, dérivé de l'arabe. L'arabe limūn, leimūn devient le vieil italien lumia, lomia mentionné chez Aldobrandino (1190-1215) comme une sorte de citron à saveur sucrée. Gilles Ménage (1694) donne lomia, lumia synonyme de lima, lyma, «Spezie di limone,con poco sugo, e di soave sapore».
La poire du commandeur est nommée en anglais pear lemon, en allemand Birnenlimone, Patriarche-Citrone, Süsse Limone, Birnenlumie, le chinois 露蜜 (Lù mì) désigne le melon Honeydew et non la lumie[réf. nécessaire].

## Histoire et taxonomie
Le terme lumie est fréquemment utilisé dans la littérature numérisée de 1600 à 1830, par la suite il tombe en quasi-désuétude. La définition de ce groupe est variable ainsi que les agrumes qui y sont rangés.

### Les classiques
Gallesio dans son Traité du Citrus (Paris, 1811), retrace l'histoire des lumies, famille qui n'est pas utilisée chez les agronomes arabo-andalous. Pseudo Hugues Falcand (1154-1169 ) mentionne les lumias parmi les agrumes à valeur condimentaire (Gallesio pense qu'il fait référence au citron acide). Chez Ferrari (1633-1638) les lumies «sont des hybrides à fruit gros arrondi avec une écorce jaune épaisse, et une pulpe aigre et très mince».

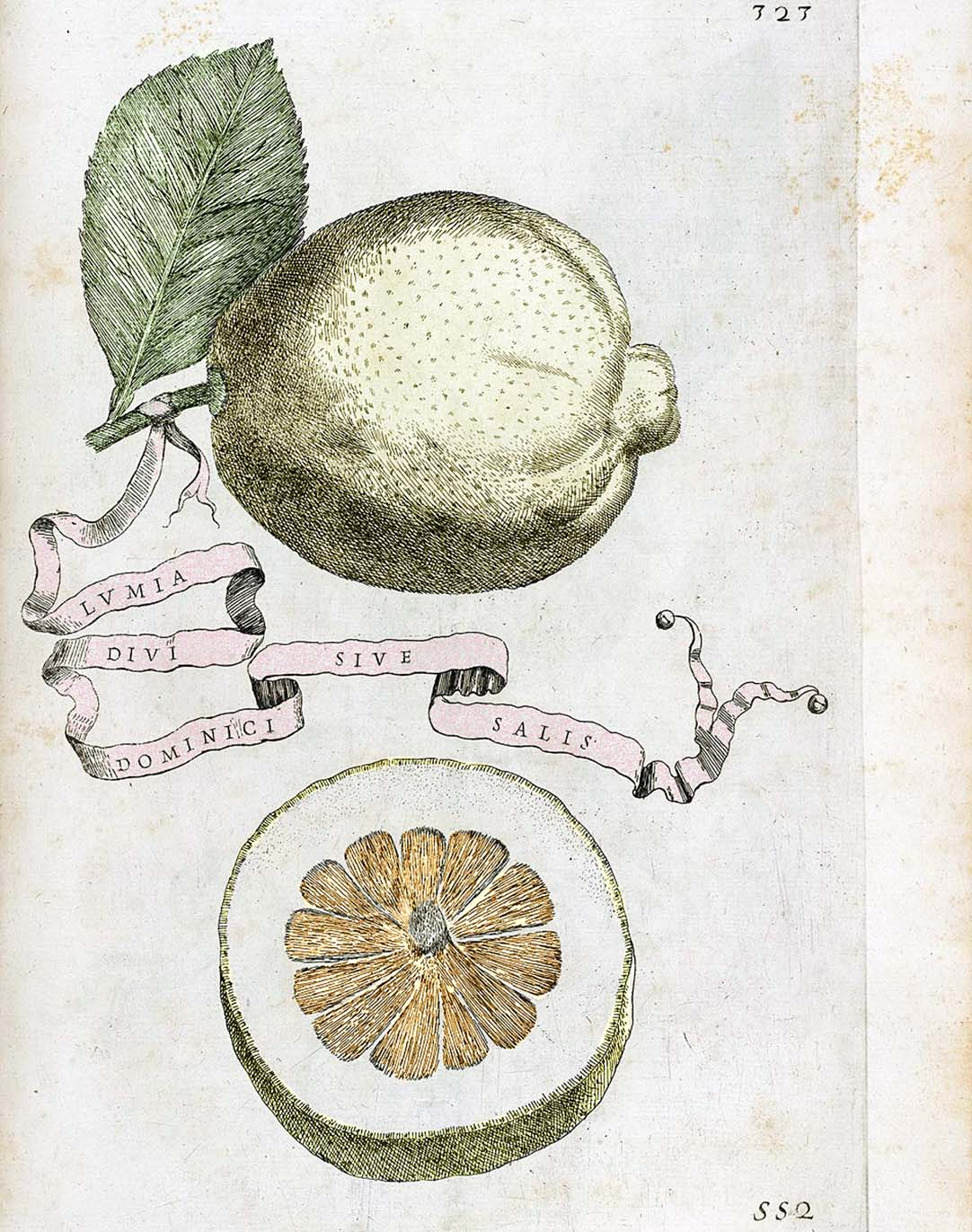
La lumie de Saint-Dominique chez Giovanni-Battista Ferrari

Volcamer (1708), égaré par les nuances de son classement dit Gallesio, définit les lumies comme des « fruits arrondis (rotunditate lumiam), et appelle ensuite du nom de lumie ou limée la pomme d'Adam, les citrons doux orangés (lumia Galiciœ) et les citrons longs (limea longa).
Par la suite les agronomes et les botanistes (Cesalpin, Caraerarius, les Bauhin, Clusîus, etc.) s'accordent pour dire que les lumies, limées ou ponciri désignent en Italie des hybrides dont Gallesio confirme le classement admis en 3 catégories : les poncires hybrides citronnier x cédratier; les limes oranger x citronier, les lumies hybrides de cédrat x oranger.
Antoine Risso (1822) définit les lumies par rapport aux limes, ce sont des agrumes doux (carne limonis; pulpă dulci). Il en inventorie 12 (qui sont souvent classé limon chez Ferrari)
- Lumie poire du commandeur, (C. lumia pyriformis),
- Lumie de Saint-Dominique (C. lumia dominica),
- Lumie rhegine, (C. lumia rhegina),
- Lumie conique (C. citrus lumia conica),
- Lumie Jarette (C. lumia ollulae formis),
- Lumie de Valence (C. lumia valentina),
- Lumie de galice (C. lumia gallitia),
- Lumie douce (C. lumia dulcis),
- Lumie saccharine (C. lumia saccharina),
- Lumie à pulpe d'orange (C. lumia aurantiaca),
- Lumie à pulpe rouge (C. lumia rubescens),
- Lumie limette (C. lumia limeta)[11].

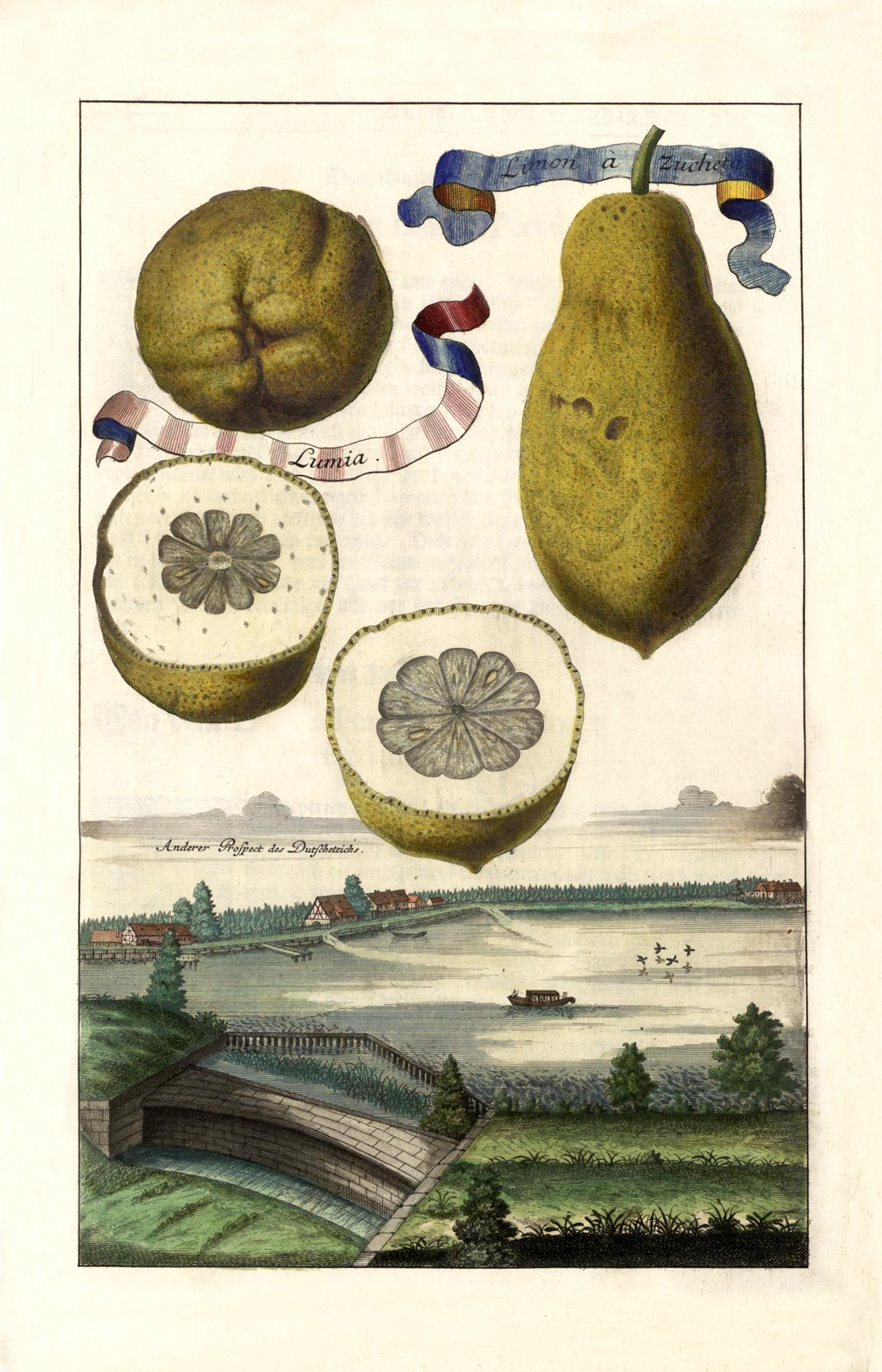
Lumie citron sucré chez Volkamer

Roubaudi (1843) ne connait plus que la lumie-oranger ou orange-citrée hybride de l'oranger et du cédratier, et la lumie sucrée ou limon à pulpe d'orange.

### Les modernes
Les dictionnaires italiens donnent lumìa comme méridionalisme pour limetta, mais écrit Tanaka (1933) le mot français lumie (C. lumia Risso), est une autre sorte probablement identique à l'orange Amilbèd de l'Inde, Amilbêd. Chapot (1950) écrit «Les Lumies sont des hybrides présumés de Pamplemousse et de Citron. Elles sont caractérisées par de gros fruits, généralement nettement piriformes, plus petits que ceux du Pamplemousse, à chair verte et acide sans amertume marquée... il en donne la liste suivante : la Poire du Commandeur, le Citron de Bornéo et sans doute la Pomme d'Adam. À part peut-être l'utilisation comme plante d'ornement, ces variétés ne semblent pas très intéressantes. Les Lemon-shaddock des Américains, une variété de citron trouvée par nous à Montpensier (Algérie) sont peut-être aussi à rattacher aux Lumies».
L. Blondel (1967) donne comme exemple de lumie le citron de Bornéo.

### Les actuels
Franck Curk et al. (2016) qui ordonnent limes et citrons sur base génétique classent comme C. lumia dans un groupe chlorotype 6 marqué par le pamplemoussier.
- les hybrides citron: Jaffa, Ponderosa et l'hybride Fourny qui sont des C. medica x C. maxima,
- les citrons Bornéo et Barum (qu'il classent en lumies) C. maxima x C. medica x C. constitution micrantha[15].

Manuel Talon (2020) conserve les C. lumia de Curk et al. définis comme hybrides de C. maxima et de C. medica et donne 4 espèces dont 2 qu'il baptise nouvelles :
- C. x lumia var nov 1 lime 'Bitrouni'[16],
- C. x lumia var nov 2 Fourny hybrid,
- C. x lumia var lumia citron de Jaffa,
- C. x lumia var pyriformis ined. = Citrus limon Burm. f. ponderosa Hort. Citron Ponderosa[17] (à noter que le citron ponderosa, cultivé en Californie n'est pas pyriforme).

Le catalogue 2020 de l'INRAE donne 5 C. lumia : Citron de Bornéo, Citron S. P. Jaffa, Lime Bitrouni, Poire du commandeur, Cédrat Mac Veu de montagne.

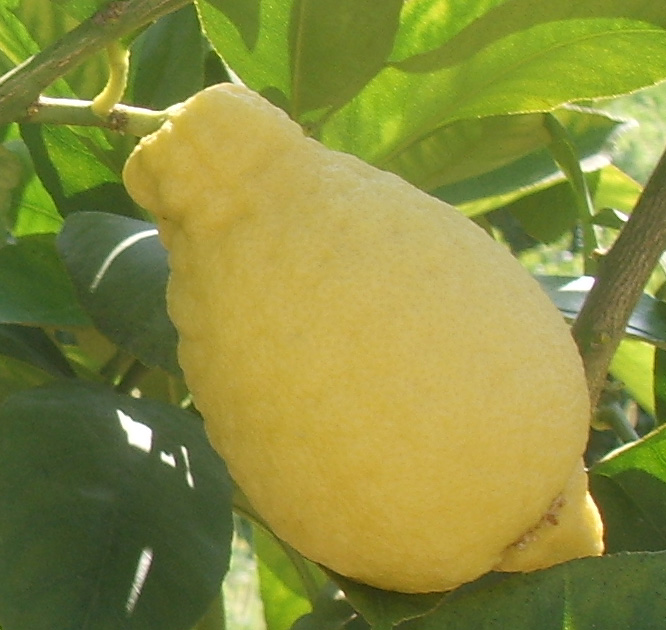
Lumie pyriforme à Florence

## Les lumia italiennes
Actuellement sont référencées: la lumia di Sicilia, la lumia de Napoli, la lumia di Sarzana. F.M. Raimondo et al. (2015) donnent des photographies de l'unique lumia survivante de l'ancienne collection du Jardin Botanique de Palerme ainsi que du fruit de lumia cultivé dans la province d'Agrigente. Ces fruits non pyriformes, décrit par V. Vacante et F. Calabrese (2009) («fruit moyen-petit, aplati, avec un ombilic aplati marqué d'un sillon qui l'entoure presque entièrement. Le jus est sucré du fait de la très faible présence d'acides») sont classés par eux dans le chapitre Citron vert et limette (C. limetta).

## Les lumies au sens du français
H. Chapot classe dans les lumies: le Balaingue, le Bitrouni, le citron de Borneo, la Poire du Commandeur et la Pomme d'Adam.
La pomme d'Adam - fruit rond, non pyriforme - est classée dans le bigarades par Risso et par Gallesio, pour certains modernes c'est un citron, ou une mutation de Poire du Commandeur..

### La Poire du Commandeur

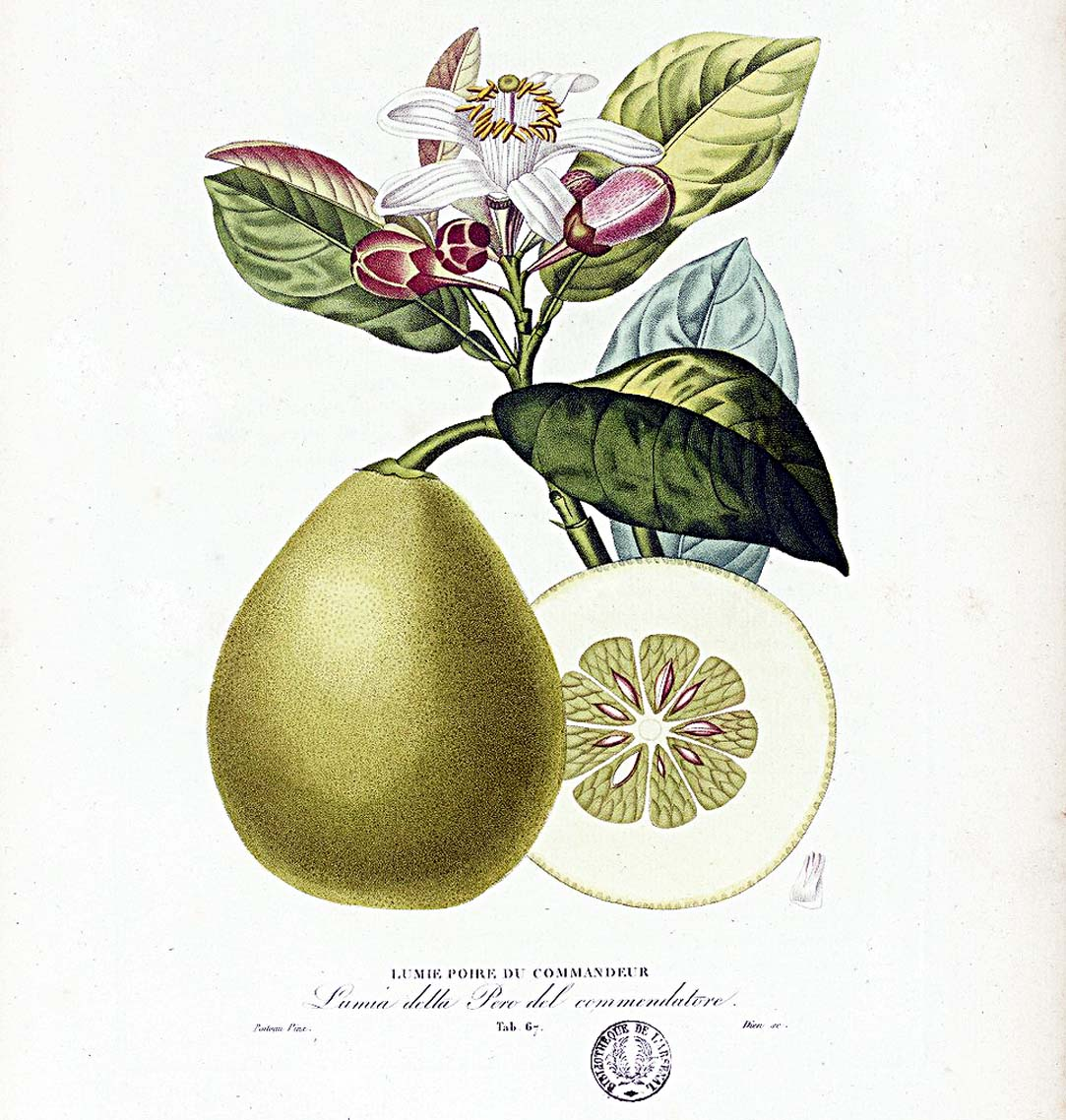
Poire du commandeur dessinée par Risso (1818) BNF

Ne doit pas être confondue avec le citron-poire (C. limon var 'Peretta'). Son nom italien est Lumia Pera del Commendatore suivi de Sicilia.
Risso (1818) écrit «espèce de lumie nommée Poire du Commandeur n'est connue que depuis peu d'années [ ] arbre inconnu en Italie, nouveau à Paris, qui appartient à M. Huard; cet arbre paraît avoir environ 25 ans». Il en fait une lumie particulière à cause de ses affinités avec le pamplemousse. Le gros fruit pyriforme est vert jaune très-pâle; les vésicules d'huile essentielle sont convexes et saillantes. La pulpe verte dépourvue de saveur avec des  graines nombreuses. La description est reprise par Mordant de Launay puis Loiseleur-Deslongchamps (1824). Par la suite il est confondu avec un cédrat (1870). C'est l'influent pépiniériste Edouard Janssen (1883) qui en fait dans les plantes d'ornement la lumie type: Oranger Lumie ordinaire - Poire du Commandeur C. lumia, Risso. «arbres qui diffèrent du Citrus limonum par la pulpe douce plus ou moins sucrée, et jamais acide; vésicules d'huile essentielle, concaves, fleurs rouges en dehors» écrit-il avant de citer les autres lumies de Risso . Louis Trabut (1921) la donne pour rare en Algérie (et dit qu'on peut en faire de la confiture).
Présent dans la collection de l'Université de Californie en 1911 (produit une bonne limonade), sa description actuelle est hésitante (acide ou non ?). L'étude des génomes de l'exemplaire numéroté 6 de la collection de l'Orangerie de Versailles (1997) confirme le rapprochement avec les pamplemoussiers. Les travaux de l'Université de Catane indiquent une proximité des marqueurs moléculaires de Pomme d'Adam et de Poire du Commandeur avec pour parents pamplemoussier, cédratier et citronnier.
La poire du commandeur est toujours commercialisée comme un type de citron voir un citron.

### Le citron Bornéo

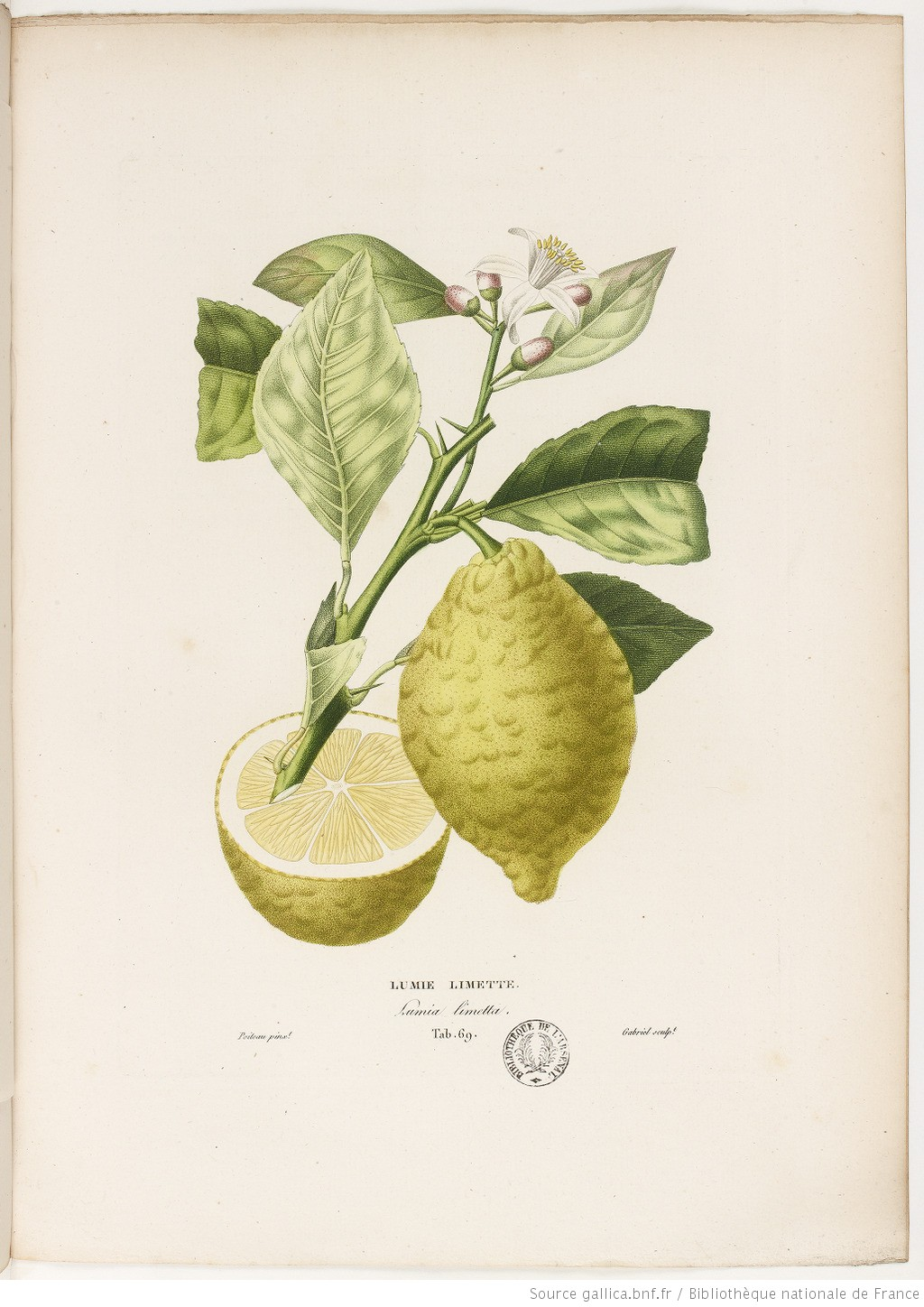
La lumie-limette de Risso ne ressemble pas à une limette méditerranéenne (son jus est douceâtre, comme celui des limes dit Risso)

Agrume cultivé au Maroc, H. Chapot lui consacre une monographie en 1954, Citrus lumia de Bornéo est un gros agrume acide que Chapot décrit ainsi «un représentant typique du groupe des lumies, hybrides présumés de pamplemousse (C. grandis Osbeck) et d'un autre agrume à fruits acides, probablement le citron (C. limon)». Il aurait été introduit au Maroc vers 1910, on ne sait par qui (L. Trabut ne le connait pas) et ni d'où il vient «malgré son nom, il semble inconnu en Indonésie». C'est surtout un agrume décoratif («fruit très juteux, peu sucré, très acide et trop parfumé pour être agréable. Pas d'amertume du tout à parfaite maturité». La forme du fruit est davantage sub-ovale que pyriforme.

### Le citron Bitrouni
Cet agrume verruqueux doit sa notoriété à l'exemplaire envoyé par H. Chapot à la collection de Riverside en 1959, il est très acide et classé comme citron. Il le décrit (1965) dans son article sur les agrumes d'Iran après Balaingue un agrume qui lui évoque le citron de Bornéo.

## Huile essentielle
Commune en Sicile et en Calabre l'huile essentielle en 1860 elle est décrite comme proche de la bergamote mais moins puissante. Charles Rice (1878) parle d'une extraction mécanique en Calabre (le fruit décrit ressemble à une limette, Liebig (1842) écrivait déjà «l'essence de limette ressemble à celle de bergamote; son odeur n'est pas tout à fait la même, mais elle est néanmoins fort aromatique; sa saveur est âcre, amère et camphrée»).
G. Dugo et L. Mondello (2010) donnent quelques indications sur les huiles essentielles des citrons Barum et Ponderosa (pauvres en limonène), la feuille est riche en linalol (39%). En 2018, une publication consacrée à l'huile essentielle de C. Lumia Risso met en évidence de fortes propriétés antioxydantes (teneur élevée de monoterpènes: d-limonène (49%) et linalol (18%).